# Eccidio di Crespino sul Lamone
L'eccidio di Crespino sul Lamone è stata una strage nazifascista avvenuta fra il 17 ed il 18 luglio 1944 nell'omonima frazione del comune di Marradi, in provincia di Firenze Il massacro, perpetrato dal 3. Polizei-Freiwilligen-Bataillon Italien, costò la vita a 44 civili.

## Antefatti
Il 15 luglio 1944 un soldato tedesco venne ucciso nei dintorni di Crespino sul Lamone, piccola località dell'Appennino tosco-romagnolo situata lungo due importanti arterie di comunicazione tra la Toscana e la Romagna: la SS 302 e la ferrovia Faentina. In conseguenza alla morte del militare l'abitato venne perquisito dai nazisti in cerca di partigiani. Nel pomeriggio del 17 luglio una pattuglia tedesca venne presa a fucilate da un gruppo di civili non inquadrati in nessuna formazione partigiana. Nel corso dello scontro a fuoco rimase ucciso un militare, mentre un secondo riuscì a fuggire e ad avvisare di quanto accaduto i suoi commilitoni.

## La strage
Poche ore dopo la sparatoria la frazione di Crespino sul Lamone venne attaccata dagli uomini del 3. Polizei-Freiwilligen-Bataillon Italien, un reparto di polizia militare composto da ufficiali tedeschi e soldati italiani che nel giugno precedente si era reso responsabile della strage di Niccioleta, costata la vita complessivamente ad 83 persone. Poco dopo il loro arrivo i nazisti fucilarono 21 persone rastrellate in paese sul greto del Lamone. Una volta compiuto questo primo eccidio i tedeschi marciarono verso alcuni poderi situati negli immediati dintorni di Crespino uccidendo altri civili. Il giorno seguente il 3. Polizei-Freiwilligen-Bataillon Italien proseguì verso nord, sconfinando nel territorio del limitrofo comune di Palazzuolo sul Senio dove nelle frazioni di Fantino e Lozzole assassinarono un'altra decina di persone.
La chiesa del luogo venne profanata ed i civili massacrati a colpi di mitragliatrice.
Le vittime totali ammontano a 42, compresi l'anziano parroco, don Fortunato Trioschi, e altri due uomini anziani che si trovavano nella chiesa.

## Monumenti ed omaggi
Il monumento ossario sorge sul greto del fiume Lamone, laddove il 17 luglio del 1944 avvenne l'eccidio di 42 civili del luogo. Il primo monumento realizzato nel 1946, era costituito da un basamento in pietra che ospitava la cripta-ossario dove vennero tumulate le vittime dell'eccidio. Sulla sommità vi fu posta una croce precedentemente realizzata su commissione dell'amministrazione comunale da uno degli uomini vittima dell'eccidio. Successivamente, quando venne realizzata la parte superiore del Monumento ai Caduti con la cappella terminata nel 1964, la croce fu spostata nel cimitero di Crespino, per il quale era stata in origine commissionata e dove si trova ancora oggi. Il 17 luglio 1967 venne inaugurato ufficialmente a Crespino sul Lamone il sacrario nella forma in cui si trova ancora oggi.